# Benedetto Ilarj
Benedetto Ilarj (Genova, 22 febbraio 1785 – Macerata, 24 giugno 1857) è stato un patriota italiano, protagonista del primo risorgimento italiano a Macerata e nello Stato Pontificio.

## Biografia
Benedetto Ilarj nasce a Genova da Anna Badalucchi e Francesco Ilarj - Uditore del Tribunale Rotale genovese, avvocato e professore di diritto civile all’Università di Macerata -, il 22 febbraio 1785 (ma altri segnalano il 1774 o il 1767). È il terzo di quattro figli, con Maria (1781-...), Filippo (1782-1842) ed Eleonora (1787-...).
Gli Ilarj, lasciata Genova, seguono Francesco nominato Uditore a Perugia e a Lucca, quindi rientrano a Macerata nel giugno 1789, dove Francesco riassume la cattedra di Diritto Civile fino al 1798 quando, dopo che nel ‘97 è anche Priore della città, l’Università viene chiusa dal nuovo governo della Repubblica Romana, sorella della Repubblica Francese. Nel 1799 Macerata assiste a un continuo alternarsi di eserciti insorgenti e francesi, fino a subire violenti scontri, bombardamenti, il sacco francese della città e centinaia di morti.
In quegli anni a Macerata i soldati francesi alloggiano nei Conventi e nelle Chiese, gli ufficiali nelle case dei possidenti, chiamati a sostenere il mantenimento della truppa. È probabile che con l’ufficiale francese di spettanza degli Ilarj Benedetto, tredicenne, entri in contatto con le idee della Grande Rivoluzione e con le azioni del giovane Generale Napoleone Bonaparte.
Nel 1808, annesso il Dipartimento del Musone al primo Regno d’Italia, si arruola volontario nel corpo delle Guardie Reali a Milano, capitale del Regno.
Nel 1811 rientra a Macerata per la morte del padre, ma presto ritorna a Milano da dove, nel febbraio 1812, parte come ufficiale di cavalleria al seguito di Napoleone per la Campagna di Russia, nell’Armata d’Italia guidata dal Viceré Eugenio di Beauharnais, subito inquadrata come IV° Corpo della Grande Armée.
Benedetto combatte fino all’entrata a Mosca in settembre e poi nella tragica ritirata durante il gelido autunno russo (con temperature fino a -40°). Alla battaglia della Beresina, il 29 novembre, viene ferito con un colpo di lancia al petto da un cosacco e riesce a sopravvivere accovacciato presso un cavallo ucciso. Fatto prigioniero, dopo che le ultime truppe dell’Armata decimata abbandonano a dicembre il suolo russo, è rimpatriato a primavera del 1813.
Nel gennaio 1815 segue Gioacchino Murat nella sfortunata campagna per l’indipendenza italiana e viene assegnato, sottotenente, al 12º Reggimento di Linea napoletano, composto in gran parte da marchigiani (tra i quali Andrea Broglio D’Ajano, Antonio Gatti, Benedetto Ugolini, i fratelli Raffaele e Giuseppe Ceresani, Giuseppe Mastai Ferretti fratello del futuro Papa Pio IX). Distaccato dapprima ad Ascoli, raggiunge in marzo Capua, tra aprile e maggio prende parte a vari combattimenti contro gli insorgenti e gli austriaci – scesi a sud dopo la vittoria nella grande battaglia campale del 3 maggio tra Macerata e Tolentino – fino all’eroica difesa della piazzaforte di Gaeta che capitola l’8 agosto.
Sconfitto definitivamente Napoleone a Waterloo, e Murat catturato e fucilato al suo tentativo disperato di sbarcare di nuovo sulle coste calabre, Benedetto è tra i prigionieri di Austriaci e Borboni. Dopo poco, insieme con 459 combattenti e tra i 35 ufficiali non regnicoli, è rimpatriato a Roma e rinchiuso a Forte Sant’Angelo, per essere poi confinato, a fine gennaio 1816 e con l’antico regime restaurato, nella propria città.
Essendosi affiliato alla Carboneria già quando era in Russia, a Macerata è accolto con giubilo dai buoni cugini carbonari, che nell’autunno del 1816 lo eleggono Gran Maestro della locale Vendita Madre (quando Livio Aurispa lascia la carica per trasferirsi a Capradosso dov’è stato nominato Governatore). In questi mesi l’attività cospiratoria di Benedetto Ilarj è intensa, tesa a diffondere gli ideali repubblicani di libertà e indipendenza e a preparare nuove congiure. A causa di contrasti tra le Vendite di Fermo e Ancona per la volontà di quest’ultima di farsi riconoscere Alta Vendita - su cui neanche Benedetto concorda - si dimette da Gran Maestro della Carboneria, rimanendo comunque Reggente del Consiglio dei Guelfi, per lavorare a un progetto di Società segreta più ampia e unita.
Il tentativo di moto rivoluzionario del 24 giugno 1817 – programmato per la notte di San Giovanni e che sarà il primo moto carbonaro negli Stati della penisola – lo vede parte della componente maggioritaria contraria all’accelerazione dei tempi, d’accordo con il nuovo Gran Maestro maceratese Cesare Gallo e le Alte Vendite di Ancona (Gran Maestro Giacomo Papis) e Bologna, convinti che i tempi non siano ancora maturi per una rivoluzione che, pur prendendo avvio nella Marca Pontificia, possa ottenere l’appoggio e sollecitare l’insurrezione dei Carbonari di tutto lo Stato Romano e di altri Stati della penisola. Peraltro la Polizia è già allertata, i pochi animosi carbonari sono già mobilitati dal Maestro Terribile Luigi Carletti e il moto si risolve in qualche assembramento e tiri di schioppo ben presto dispersi. Dal fallimento della rivolta il Governo del Papa Re prende occasione per una repressione generale molto pesante, con centinaia di arresti e 13 sentenze di morte, poi commutate in carcere a vita. Benedetto Ilarj (“capo assoluto della società carbonica”, come lo definisce un carbonaro sottoposto a costituto) riesce a fuggire con il suo amico e sodale Conte Antonio Gatti, prima a Livorno e di lì, imbarcandosi per gli Stati Uniti d’America, a Filadelfia, dove resteranno per un anno facendosi merciaioli ambulanti per vivere.
Convinti che il pericolo sia passato, nell’estate 1818 ritornano sbarcando a Liverpool e di lì, attraverso Londra e Parigi, di nuovo a Livorno e quindi a Macerata. Qui vengono subito intercettati e Benedetto è convocato dalla Direzione Generale di Polizia e condotto a Roma, dove i processi contro i cospiratori maceratesi sono in corso da un anno e si concludono a ottobre 1818 con quelle dure sentenze. Benedetto è trattenuto nella capitale pontificia fino all’estate 1819, quando viene rilasciato potendo far ritorno a Macerata.
Qui rimane per poco; è malato e su consiglio del medico, ottenuto il passaporto per l’espatrio, si reca a Napoli per rimettersi in salute. Anche nella capitale del Regno dei Borboni, però, sono in corso ampi movimenti cospiratori, che tra l’estate del 1820 e la primavera del 1821 otterranno una Costituzione per il Regno Napoletano, in collegamento con forti movimenti insurrezionali in Spagna, Sicilia e Piemonte. A Napoli Benedetto viene arrestato nel febbraio 1820, come “sospetto di mene settarie”, e riconsegnato alla Polizia Pontificia che, dopo un lungo interrogatorio, lo rimpatria a Macerata.
Evidentemente in quel 1820 Benedetto Ilarj continua attivamente a frequentare le baracche carbonare, guardando con partecipazione ai moti in corso; in settembre ottiene il passaporto per Loreto e va a Recanati, in casa della sorella Maria vedova Luciani. Ma un’informativa mette in guardia la Polizia proprio su di lui, che in un incontro a Montesanto avrebbe riferito: “tutto è pronto per un’imminente rivoluzione”, in attesa solo di un ordine da Bologna. Altri delatori riferiscono che anche Livio Aurispa e il figlio Pirro parlano della rivoluzione che sta per scoppiare, che in città sono pronti trecento fucili e che la rivoluzione sarebbe diretta sul piano operativo da Benedetto Ilarj, Antonio Gatti e Benedetto Ugolini.
Benedetto Ilarj viene arrestato l’8 ottobre 1820 a Recanati e tradotto a Roma, prima a Forte Sant’Angelo e poi alle Carceri nuove, insieme ad altri arrestati. Il processo dura un anno e il 6 ottobre 1821, appena emessa la Bolla Papale del 16 settembre con cui Pio VII scomunica la Carboneria, la Sacra Consulta condanna tutti – Livio Aurispa, Antonio Fioretti, Pirro Aurispa, Alessandro Cellini, Benedetto Ilarj, Giuseppe Pasini, Giuseppe Capanna, Luigi Spadini tutti carcerati; Vincenzo Pannelli, Giuliano Ceresani, contumaci, ed altri assenti –, ritenuti colpevoli di nuova cospirazione sediziosa per opera di settari della Carboneria delle Marche. Benedetto Ilarj è condannato a cinque anni di reclusione oltre il carcere già sofferto. Viene richiuso con gli altri nella Fortezza di Civita Castellana, ma il 7 giugno 1822 è trasferito all’infermeria delle Carceri Nuove, ricoverato per malattia cronica.
Esce dal carcere nel 1826 a pena scontata, rientra nella sua città e si porta a vivere nella vicina Monte Lupone. Qui si sposa con Margherita Cavalieri Tomassini e il 16 marzo 1827 nasce il figlio Marino Archiviato il 2 gennaio 2020 in Internet Archive., cui seguono Eleonora nel ’28 e Niceforo nel ’30.
Dopo che nel 1830 scoppiano nuovi moti rivoluzionari in Francia e in altri Stati d’Europa, e a febbraio 1831 si rivoltano Modena e Bologna fino a tutta la Marca, a Macerata Antonio Gatti è nominato Colonnello della Guardia Nazionale e Benedetto Ilarj prima Comandante di Piazza e poi Grosso Maggiore. Ma la rivoluzione del 1831 dura solo qualche settimana, il tempo di insediare a Bologna un’Assemblea di deputati e un Governo provvisorio, diminuire tasse odiose e il prezzo del sale e approvare una Costituzione. Ma vengono anche liberati i carcerati da Civita Castellana, e si organizza anche a Macerata – selezionati e istruiti da Benedetto Ilarj – Legioni di volontari alla volta di Roma.
Sconfitta la rivoluzione e restaurato il Regno del Papa sotto protezione austriaca, per Benedetto Ilarj si apre una lunga stagione di vita più appartata, segnata anche dalla malattia dovuta in gran parte al carcere e a quella ferita al petto subìta in Russia che non gli si rimarginerà mai del tutto. Nel quadro di una politica di moderata apertura i governanti locali non spingono troppo oltre, e il già Ministro rivoluzionario Leopoldo Armaroli è ora Priore ad Appignano. Benedetto Ilarj è nominato Capitano delle Truppe Ausiliare della Provincia e partecipa alla Società Filodrammatica, di cui è socio fin dal suo ritorno dalla Russia e dove recita e declama i suoi versi il nipote Francesco Ilarj, poeta e scrittore politico, figlio di suo fratello Filippo.
Le sue precarie condizioni di salute non gli consentiranno più di prendere parte attiva alle cospirazioni mazziniane né ai nuovi sommovimenti del 1848-49. Di certo ne sarà pur sempre idealmente coinvolto, se il nipote Francesco Ilarj oltre che poeta di alta religiosità civile è in quegli anni scrittore politico liberale, nonché autore nel ’48 di un Inno Nazionale su musiche di Gioacchino Rossini; e se il figlio Marino Ilarj, dopo aver curato un libro di poesie patriottiche ed essere stato membro del Circolo Popolare in quello stesso 1848-49, fonderà nel 1861 “Il Vessillo delle Marche Archiviato il 2 gennaio 2020 in Internet Archive.”, giornale che accompagnerà i primi decenni dello Stato unitario.
Benedetto Ilarj muore, colpito da apoplessia, in una casa di contrada San Lorenzo, Parrocchia di San Giorgio, nel giorno di San Giovanni, 24 giugno 1857, quando Carlo Pisacane sta imbarcandosi da Genova con i suoi …

## Gli Ilari di Macerata
Gli Ilari di Macerata (Hilari, Ilarij, Ilarj) risulterebbero originari di Ascoli, dove nel 1245 Rainaldo e Ilario, figli di Marino, sono canonici a San Vittore e Andrea, nel 1279, castellano a Monte Cretaccio. A Macerata s’insediano nel 1493 con Vittorino proveniente da Santa Vittoria in Matenano, sede del potente Presidiato dei monaci Farfensi. Gli Hilari sono iscritti alla nobiltà patrizia maceratese dal 1586, con Giuliano. L'arma è di azzurro alla fascia di rosso cucita, accompagnata in capo da tre stelle d’oro ordinate in fascia; ed in punta da un sole raggiante d’oro.